# Paul Azinger
Paul Azinger (Holyoke, 6 januari 1960) is een voormalig golfprofessional uit de Verenigde Staten. Tegenwoordig is hij ook wel televisiecommentator.

## Biografie
Azinger liep tijdens zijn jeugd school op de Sarasota High School en verhuisde daarna naar Sarasota. Hij ging daar naar de Brevard Community College en studeerde aan de Florida State University.

### Als speler
Azinger werd in 1981 professional. In 1987 won hij bijna The Open Championship, maar hij maakte een bogey op de twee laatste holes en had daardoor net een slag te veel om in de play-off met Nick Faldo te komen. In totaal won hij tussen 1987 en 1993 elf toernooien op de Amerikaanse PGA Tour, inclusief het Amerikaanse PGA Kampioenschap in 1993 welke werd gewonnen na een sudden-death playoff tegen Greg Norman. Hij won in 1990 en 1992 ook nog tweemaal de BMW International Open op de Europese PGA Tour. In de periode tussen 1998 en 1994 stond Azinger meer dan 300 weken in de top-10 van de Official World Golf Ranking. Hij nam als speler 4 maal deel aan de Ryder Cup: in 1989 en 2002 stond Azinger in het verliezende kamp, terwijl hij in 1991 en 1993 met de Amerikaanse ploeg mocht zegevieren. 
In 1993 werd non-hodgkinlymfoom vastgesteld in zijn rechterschouder. Hij onderging zes maanden chemotherapie en vijf weken bestraling in Californië. Hij beschreef zijn gevecht tegen deze ziekte in een boek: Zinger. In 1995 kreeg hij de Ben Hogan Award, welke wordt uitgereikt aan individuele golfers die ondanks hun ziekte of handicap actief blijven. In 2000 won hij opnieuw een toernooi op de Amerikaans PGA-tour, de Sony Open in Hawaii. In 2010 speelde hij nog vier toernooien op de Champions Tour.

### Als coach
Azinger werd in 2008 kapitein van het Amerikaanse Ryder Cup-team, dat voor het eerst sinds 1999 er in slaagde om nog eens te winnen van Europa. Hij werd geprezen voor zijn nieuwe strategie, die later in 2010 werd uiteengezet in zijn boek 'Cracking the Code: The Winning Ryder Cup Strategy: Make it Work for You'. Hij schreef het boek in samenwerking met Ron Braund, een teambuilder en psycholoog, die hem ook in de Ryder Cup-periode hielp.

## Overwinningen

### Amerikaanse PGA Tour
| Nr | Jaar | Toernooi                                     | Score           | Score | Runner(s)-up            | Score |
| -- | ---- | -------------------------------------------- | --------------- | ----- | ----------------------- | ----- |
| 1  | 1987 | Phoenix Open                                 | 67-69-65-67=268 | -16   | Hal Sutton              | 270   |
| 2  | 1987 | Panasonic Las Vegas Invitational             | 68-72-67-64=271 | -17   | Hal Sutton              | 269   |
| 3  | 1987 | Canon Sammy Davis Jr.- Greater Hartford Open | 69-65-63-72=269 | -15   | Dan Forsman Wayne Levi  | 275   |
| 4  | 1988 | Hertz Bay Hill Classic                       | 66-66-73-66=271 | -13   | Tom Kite                | 276   |
| 5  | 1989 | Canon Greater Hartford Open                  | 65-70-67-65=267 | -17   | Wayne Levi              | 268   |
| 6  | 1990 | MONY Tournament of Champions                 | 72-67-67-69=275 | -18   | Ian Baker-Finch         | 276   |
| 7  | 1991 | AT&T Pebble Beach National Pro-Am            | 67-67-73-67=274 | -4    | Brian Claar Corey Pavin | 278   |
| 8  | 1992 | The Tour Championship                        | 70-66-69-71=276 | -8    | Lee Janzen Corey Pavin  | 279   |
| 9  | 1993 | Memorial Tournament                          | 68-69-68-69=274 | -14   | Corey Pavin             | 275   |
| 10 | 1993 | New England Classic                          | 67-69-64-68=268 | -16   | Bruce Fleisher          | 272   |
| 11 | 1993 | PGA Championship                             | 69-66-69-68=272 | -12   | Greg Norman             | 272   |
| 12 | 2000 | Sony Open in Hawaii                          | 67-70-73-68=278 | -19   | Stuart Appleby          | 285   |

### Europese PGA Tour
| Jaar | Toernooi               | Score | Score | Runner-up                                                | Score |
| ---- | ---------------------- | ----- | ----- | -------------------------------------------------------- | ----- |
| 1990 | BMW International Open | 277   | -11   | David Feherty                                            | 277   |
| 1992 | BMW International Open | 266   | -22   | Glen Day, Anders Forsbrand Mark James en Bernhard Langer | 266   |

### Overige toernooien
- 1988: Fred Meyer Challenge met Bob Tway
- 1991: Fred Meyer Challenge met Ben Crenshaw
- 1991: Ryder Cup
- 1993: Ryder Cup
- 1994: Wendy's 3-Tour Challenge met Fred Couples en Greg Norman
- 2008: Ryder Cup (als kapitein van het Amerikaanse team)